# Come uccidere vostra moglie
Come uccidere vostra moglie (How to Murder Your Wife) è un film del 1965 con protagonisti Jack Lemmon e Virna Lisi, quest'ultima al suo debutto hollywoodiano.
Il film fu diretto da Richard Quine, che aveva già diretto Jack Lemmon in Mia sorella Evelina, Attenti alle vedove, Off Limits - Proibito ai militari e Una strega in paradiso.

## Trama
L'affascinante Stanley Ford è un fumettista di successo che, felicemente scapolo, si gode la vita circondandosi di tutti gli agi e le comodità di cui può disporre, incluso un maggiordomo, Charles Firbank, che si occupa di tutti i suoi bisogni. Stanley vive una vita da scapolo spensierato, partecipando a feste e corteggiando belle ragazze. La sua vita cambia quando, durante la festa di addio al celibato di un amico, Stanley alza troppo il gomito e, completamente ubriaco, propone il matrimonio ad una bella ragazza appena uscita, in costume da bagno, da una grossa torta. Un giudice, invitato come Stanley alla festa, celebra un'improvvisata cerimonia di nozze. La mattina dopo Stanley, ancora intontito dalla sbronza, si sveglia accanto alla donna della torta e scopre che è greca (italiana nell'originale) e che non sa una sola parola d'inglese. All'inizio non ricorda nulla degli eventi della notte precedente, ma ben presto si rende conto dell'accaduto. Stanley prova a far annullare il matrimonio, ma il suo avvocato lo informa che la cosa non è possibile.
Il matrimonio cambia radicalmente, e in negativo, la vita di Stanley. La sua nuova moglie presto comincia a stravolgere il suo stile di vita entrando anche in attrito con il maggiordomo. Come se non bastasse, la donna non parla inglese e comunicare con lei è un'impresa. Lo stress porta Stanley perfino a rimaneggiare il fumetto di cui è autore, trasformandolo da fumetto spionistico in una commedia casalinga. Via via più irritato dai vari inconvenienti provocatigli dalle nozze, Stanley scarica la frustrazione nelle sue strisce giornaliere, dove racconta di un piano escogitato per uccidere sua moglie e disfarsi del corpo. La moglie di Stanley vede la striscia sul tavolo da disegno, e sentendosi delusa e tradita decide di lasciarlo senza una parola e senz'altro avviso che la propria fede nuziale abbandonata accanto ai disegni.
Le ricerche inizialmente non partono nonostante la denuncia del marito ma, quando viene pubblicato l'episodio incriminato del fumetto, la polizia salta a conclusioni affrettate: Ford è velocemente arrestato e accusato di aver ucciso la moglie e di averne occultato il cadavere. Durante il processo il suo fumetto è usato come prova a suo carico. Il processo si mette male, e  dopo aver ricusato l'incompetente avvocato, Stanley decide di difendersi da solo. Nell'arringa finale confessa alla giuria di aver effettivamente ucciso sua moglie: ma sostenendo trattarsi di legittima difesa contro la prevaricazione delle mogli, chiede di venire assolto. La giuria e il giudice si schierano con lui, essendo essi stessi frustrati nello stesso modo dalle rispettive mogli. Quindi in un gesto di protesta e sfida, la giuria dichiara Stanley non colpevole e lo assolve, rilasciandolo e portandolo in trionfo. La moglie di Stanley ritorna e si riconcilia con lui, che a sua volta capisce di amarla realmente.

## Distribuzione
Distribuito dalla United Artists, il film uscì nelle sale cinematografiche statunitensi il 26 gennaio 1965, ed ebbe un ottimo successo.

## Premi
- Jack Lemmon vinse il Golden Laurel per la miglior interpretazione maschile ai Laurel Awards.
- Claire Trevor fu candidata per Golden Laurel come la miglior attrice non protagonista.
- Jack Lemmon fu anche candidato per il premio BAFTA per il miglior attore straniero.

## Riferimenti culturali e doppiaggio
- Si fa riferimento al film nella serie Fawlty Towers nell'episodio Ricevimento di nozze.
- Il personaggio di Futurama Zapp Brannigan prende il suo cognome dal personaggio del fumetto di Stanley.
- Nella versione originale del film la moglie di Stanley, interpretata da Virna Lisi, è di nazionalità italiana, mentre nella versione italiana, per ovvie ragioni di doppiaggio, diventa di nazionalità greca.